# Retrophyllum vitiense
Retrophyllum vitiense es una especie de conífera perteneciente a la familia Podocarpaceae. Se encuentra en  Fiji, Indonesia, Papúa Nueva Guinea y las Islas Solomon.

## Descripción
Son árboles que alcanzan un tamaño de hasta 43 m de altura y 130 cm de diámetro, con una copa extendida de ramas colgantes. La corteza de color marrón rojizo, a la intemperie gris, exfoliante. Las hojas de tallos largos de escamas, triangulares, decurrentes, de 1-2 mm de largo. Las hojas de brotes cortos en dos filas, de 15-30 mm de largo (40 mm de juveniles), más ancho cerca de medio, aguda, base redondeada corto pecioladas. Conos de polen de 15-20 × 2-2.5 mm. Conos de semillas solitarias en un pedúnculo de 6-10 mm, 10-15 × 8-13 mm incluyendo tanto epimatium y semillas. Los tallos largos y escamosas, conos de polen largos y pequeños conos de semillas lo distinguen de otras especies de Retrophyllum.

## Taxonomía
Retrophyllum vitiense fue descrita por (Seem.) C.N.Page y publicado en Notes from the Royal Botanic Garden, Edinburgh 45: 380. 1989.
Sinonimia
- Decussocarpus vitiensis (Seem.) de Laub.
- Nageia vitiensis (Seem.) Kuntze
- Podocarpus filicifolius N.E.Gray
- Podocarpus vitiensis Seem.[4]